# ويند
ويند هي قرية في مقاطعة سرعين، إيران. عدد سكان هذه القرية هو 184 في سنة 2006.